# 萧伯纳
蕭伯纳（1856年7月26日—1950年11月2日），全名直譯喬治·伯纳·蕭，英国-爱尔兰剧作家、评论家、辩论家与左翼政治活动家，伦敦政治经济学院的联合创始人。早年靠写作音乐和文学评论谋生，后来因为写作戏剧而出名。萧伯纳一生写过超过60部戏剧，擅长以黑色幽默的形式来揭露社会问题。1926年因為「作品具有理想主義和人道主義」而獲1925年度的諾貝爾文學獎，Alan Lerner曾改編其喜劇作品《賣花女》（Pygmalion）成音樂劇《窈窕淑女》（My Fair Lady），該音樂劇又改編為好萊塢同名賣座電影而家喻戶曉。

## 生平
蕭伯納在愛爾蘭的都柏林出生。父親是法院小官吏，後經商破產，酗酒成癖，母親帶他離家出走到倫敦教授音樂。受到母親的薰陶，蕭伯納從小就愛好音樂和繪畫。中學畢業後，15歲便當了抄寫員，後又任會計，並在報章寫劇評和樂評、從事新聞工作。刻苦自學期間，他會瀏覽倫敦美術館及國家画廊，又去大英博物館圖書室讀書，在那兒讀到馬克思的《資本論》。1884年他加入費邊社，為該社編小冊子及演說，以社會改革為己任。1931年访问苏联，1933年访问中国。
蕭伯納的文學始於小說創作，但突出的成就是戲劇，他一共創作了52部劇本。
萧伯纳出身贫寒，家境破落，既没有赞助人，也没有人指点迷津。但他凭着坚强的意志在众多领域都有广泛的影响力，成为半个世纪中文学和社会思想方面的世界名人。既有伏尔泰的文笔与影响，也有卢梭的思想与道德观念。
但是晚年的萧伯纳变成了幻灭的社会主义者，推崇苏联的共产主义，甚至赞成政府的各种暴力行为，与他一生的思想截然相反。1928年，英國費邊社代表人物之一、劇作家蕭伯納曾經寫道：「我已經清楚地闡明：沒有收入的平均就沒有社會主義，在社會主義制度下，貧窮是被禁止的。不管你願意不願意，你都會被強制地餵飽、穿暖、居住、接受教育、安排工作。如果發現你的操行和勤奮夠不上這樣的待遇，你可能會被溫柔地殺死。」

## 作品
- 《鳏夫的房产》（Widowers' Houses）
- 《圣女贞德》（Saint Joan），历史剧
- 《賣花女》（Pygmalion）
- 《魔鬼的門徒》（The Devil's Disciple）
- 《人與超人》（Man and Superman）
- 《伤心之家》（Heartbreak House）
- 《华伦夫人的职业》（Mrs Warren's Profession）
- 《巴巴拉少校》（Major Barbara）
- 《苹果车》（The Apple Cart）
- 《医生的两难选择》（The Doctor's Dilemma）

## 其他

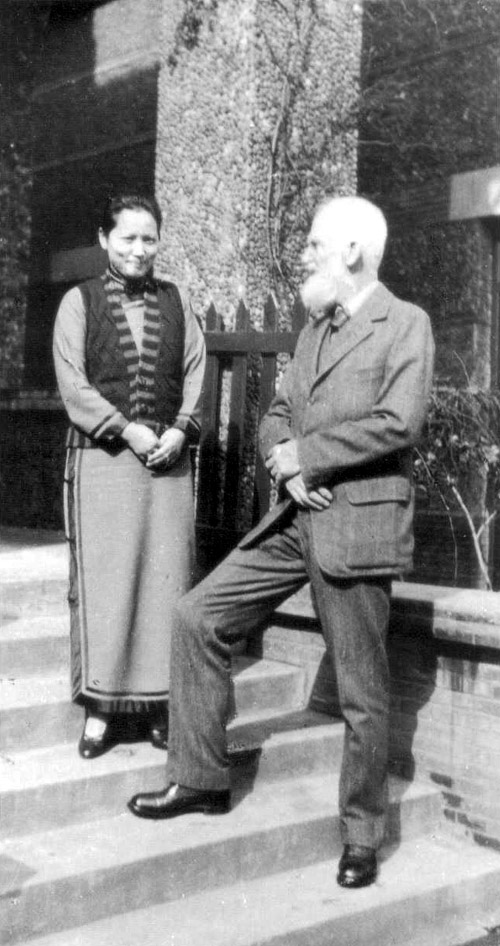
1933年2月17日，宋慶齡在上海莫利哀路寓所會見英國著名作家蕭伯納

蕭伯納曾在1933年到中國訪問，在2月11日乘不列顛皇后號抵達第一站香港，舉行了記者招待會，遊覽了太平山文武廟和銅鑼灣天后廟。十三日到香港大學演講，十四日參加了何啟東爵士的宴會，十五日離港前往上海。在中國曾會見魯迅、蔡元培、梅兰芳、宋庆龄等人。
萧伯纳是摄影爱好者，使用莱卡相机。

## 在台灣出版的作品
- 《賣花女》(選評)，中國對外翻譯出版公司，2004年。
- 《蕭翁談樂：蕭伯納音樂散文評論選》，生活‧讀書‧新知三聯書店，2005年。
- 《蕭伯納戲劇選》，作家出版社，2006年。
- 《華倫夫人的職業：蕭伯納劇作選》，上海譯文出版社，2006年。
- 《聖女貞德》(中英對照)，中國書籍出版社，2008年。該書附有光碟。
- 《以子為父》，江蘇文藝出版社，2010年。
- 藍文海/譯，《人與超人》，台北市：啟明書局，1951年。
- 顧帆/譯，《蕭伯納情書》，台北市：文友，1956年。
- 譯者不詳，《蕭伯納情書》，台北市：啟明書局，1956年。
- 元鑫/譯，《魔鬼的門徒》，台北市：新興，1957年。
- 啟明書編譯所/編譯，《人與超人》，台北市：啟明書局，1957年。
- 譯者不詳，《聖女貞德》，台北市：三一劇藝社，1964年。
- 胡仁源/譯，《千歲人》，台北市：台灣商務，1965年。
- 林語堂/譯，《賣花女(英漢對照)》，台南市：開山書店，1967年。
- 倜然/譯，《黑女尋神記》，台南市：開山，1968年。
- 蔡進松/譯，《蕭伯納戲劇選集》，台北市：驚聲文物供應社，1970年。
- 俞樹清/譯，《蕭伯納書信》，台北市：正文出版，1970年。
- 林語堂/譯，《賣花女》，台北市：華貿出版，1976年。
- 中國文化學院戲劇學系影劇組/編，《人與超人》，台北市：中國文化學院戲劇學系影劇組，1976年。 (非賣品)
- 中國文化學院戲劇學系影劇組/編，《賣花女》，台北市：中國文化學院戲劇學系影劇組，1976年。 (非賣品)
- 陳蒼多/譯，《蕭伯納趣談婚姻》，台南市：德華，1977年。
- 諾貝爾文學獎全集編譯委員會/ 編譯，《蕭伯納/戴麗達》，台北市：九五文化出版，1981年。
- 黃嘉德/譯，《蕭伯納情書》，台南市：大孚書局，1982年。
- 顏元叔/主編，《蕭伯納戲劇選集》，台北市：驚聲文物，1984年。
- 陳惠華、吳潛誠/譯，《人與超人、聖女貞德》，台北市：遠景出版，1987年第6版。
- 英若誠/譯，《芭芭拉少校》，台北市：書林，2003年。
- 林筱青、曾文英/譯，《尼貝龍根的指環：完美的華格納》，台北市：高談文化，2003年。
- 林筱青、曹文英/譯，《華格納寓言：揭開《尼貝龍根指環》的面紗》，台北縣新店市：高談文化，2000年。

## 备注
1. ↑  《英语姓名译名手册》翻译为萧伯纳，非“肖伯纳”。[參⁠ 1]
2. ↑   註:

## 延伸閱讀
- 倪平/編，《蕭伯納與中國》，河北人民出版社，2001年。
- 沈謙/著，《林語堂與蕭伯納─看文人妙語生花(增訂版)》，九歌出版社，2005年。
- 佛蘭克‧赫里斯(愛爾蘭人)/著，《蕭伯納傳》，團結出版社，2006年。
- 邢建榕，《外國文化名人在上海(1919-1937)》，文匯出版社，2009年。